# 辛酸锌
辛酸锌是锌的辛酸盐，化学式为Zn(C7H15COO)2，或简写为Zn(oct)2。无水物形成多聚物。

## 制备
将辛酸钠滴加至pH=5.5的硝酸锌溶液中，将沉淀用蒸馏水洗涤并干燥，用乙醇重结晶，得到产物。

## 用途
辛酸锌可用作催化剂，催化丙交酯的开环反应的碳酸二甲酯和1,5-萘二胺的反应、乙烯酮和巴豆醛生成聚酯的反应等。